# Sven Hansbo
Sven Gunnar Hansbo, född 29 december 1924 i Nyeds församling i Värmlands län, död 8 januari 2018 i Danderyds distrikt, var en svensk ingenjör och professor i geoteknik.

## Biografi
Efter studentexamen i Karlstad 1944 utexaminerades han från Chalmers Tekniska Högskola (CTH) i Göteborg 1949. Han blev teknologie licentiat 1956 och disputerade 1960 på en avhandling om stabilitet i lera. Under studietiden verkade han även som ingenjör vid Göteborgs hamningenjörskontor 1949, assistent i brobyggnad och byggnadsstatik vid CTH 1953 och statsgeoteknolog vid Statens geotekniska institut 1956. Efter disputation blev han docent i geoteknik vid Kungliga Tekniska högskolan (KTH) i Stockholm 1961 samt var samtidigt chef för den geotekniska avdelningen hos Jacobson & Widmark AB.
År 1964 blev Hansbo den förste innehavaren av professuren i geoteknik med grundläggning vid CTH fram till 1991. Han var samtidigt styrelseledamot hos Jacobson & Widmark AB sedan 1965.
Hansbo arbetade för att utveckla och leda byggbranschen och verka för gemensamma standarder. Han var styrelseordförande i Svenska geotekniska föreningen 1974–1981, styrelseledamot i Kungliga Ingenjörsvetenskapsakademiens pålkommitté 1975–1990 samt ordförande i Svenska Väg- och vattenbyggares Riksförbund 1981–1985. Han gav ut ett antal läroböcker i geoteknik, hade ett brett internationellt kontaktnät och fick flera internationella utmärkelser.

## Utmärkelser[6]
- 1973 - Stockholms Byggnadsförenings hederspris för "Nytänkande vid utveckling av kompensationsmetoden vid grundläggning av friktionspålning"
- 1974 - SGF:s (Svenska Geotekniska Föreningen) hederspris
- 1986 - The Golden Award of Merits' of the Academic Senate of the Warsaw Agrigultural University
- 1995 - Polytechnica Gdanska Medal "for promoting the scientific cooperation between Chalmers University of Technology and Polytechnica Gdanska
- 2009 - Kevin Nash Gold Medal från The International Society of Soil Mechanics and Geotechnical Engineering (ISSMGE)
- 2014 - Svenska Geotekniska Föreningen instiftade "Sven Hansbos pris", att årligen delas ut till en person "som i Svens anda ifrågasätter teorierna och gör de praktiska lösningarna tillgängliga för geoteknikerna"